# Tofieldiaceae
Tofieldiaceae је фамилија монокотиледоних биљака, коју прихвата неколико савремених систематичара - описана је тек недавно (1995. године). Обухвата 3 рода са укупно 5 врста. У систему APG II фамилија је укључена у ред Alismatales. 